# 红色纪念碑
《红色纪念碑》（英文名：Scarlet Memorial: Tales of Cannibalism in Modern China），是关于中国大陆“文化大革命”期间广西文革屠杀和大规模人吃人事件的纪实性著作，由旅美中国作家郑义所著，刘宾雁作序。该书1993年7月由華視文化公司最先出版，引发轰动，迅速成为畅销书。此后郑义和他人将此书翻译为英文版（内容有删减），于1996年在美国出版，由哈佛大学费正清中国研究中心的罗斯·特里尔作序。该著作后被翻译为多个语言出版。

## 背景及简介
1980年代中后期，中国知名作家郑义曾两次前往广西壮族自治区，调查发生在文化大革命期间的吃人事件。郑义最初获得了中国作家协会的介绍信，以及广西自治区政法委和各级部门的允许，接触到了广西的案件和相关档案。1989年“六四事件”后，郑义于1992年逃亡香港、美国，并利用先前的调查资料于1993年在港台地区出版发行了《红色纪念碑》一书。
郑义在书中，把广西的吃人狂潮分为三个阶段，分别是“偷偷摸摸、恐怖阴森的开始阶段，大张旗鼓、轰轰烈烈的高潮阶段，和完全失去了理性的疯狂阶段，最后在县政府和县革委会的食堂也开始了烹煮人肉。” 他在书中总结道：这种疯狂并非由于人性所固有的某些弱点失控而致，它直接就是阶级斗争——无产阶级专政理论所武装，国家权力机构默许甚至直接策划的有组织的暴行。

## 书评
- 美国斯坦福大学汉学家威廉·莱尔（William A. Lyell）：作者同时身为文学艺术家和调查记者，故此书拥有相应的优点和缺点——高度文学化及可读性的风格，夹杂着一种令人不安的对轶事证据肤浅接受的倾向。尽管如此，读完此书，读者将会相信在内战期间广西确实发生过规模惊人的吃人事件，但不是所有细节都很清晰。（1996年翻译版）[8]
- 前中国作家协会副主席、独立中文笔会主席刘宾雁（中文版书序作者）：郑义为这部书所作出的努力，也就特别珍贵，作为一个先行者，郑义以他的激情、道德勇气和他的观察与分析，召唤和启示着更多中国作家和知识分子去继续完成这一使命。 作者在这些史实的分析和对于数以亿计的中国人何以会遭受并且接受了这巨大悲剧之原因的探讨上，作了令人敬佩的努力，有些观点相当精辟。[1]
- 文革史学家宋永毅：揭露广西文革中人吃人的首功当属作家郑义。他于1986和1988年两次到广西调查，并在1989年六四镇压后，在被当局通缉而逃亡的过程中，完成了《红色纪念碑》书稿，带出中国出版，并引起轰动[3]。 ... 这本书后来译成英文，在当时很是震撼。但是，郑义当年足迹所至不过只有6、7个县，他毕竟是个人调查，不可能跑遍整个广西[9]。
- 美国哈佛大学费正清中国研究中心学者罗斯·特里尔（英文翻译版书序作者）：这是有关中华人民共和国最悲伤的书籍之一，也是最重要的之一。郑义在本书中搜集并反思了文化大革命期间（1966-1976年）的可怕暴行，尤其是在广西壮族自治区中进食阶级敌人的行为。如果得到进一步研究的证实和延伸，且我相信将会如此，此书将会成为极权主义历史上的一个里程碑。[10]
- 美国德克萨斯理工大学历史学教授钟其瑞（另译“郑麒来”；Key Ray Chong[11][12]）：本书备受好评。譬如，有评论家认为“这是有关中华人民共和国最悲伤的书籍之一，也是最重要的之一”，还有评论家认为“郑义收集到了有关毛时代中国我们所能想象到的最痛苦、最可恶、最可怕的指控”，甚至有诺贝尔文学奖得主认为郑义应当获得该奖的提名。[2]
- 英国学者賈斯柏·貝克（英语：Jasper Becker）：这是至今所知毛泽东时代中国出现的最恐怖最令人毛骨悚然的故事。... 翻译版忠于他中文版的报道风格，但不幸的是这不大适合外国读者，且结构上有些让人迷糊。尽管如此，他所收集到的大量让人颇为震惊又感到信服的证据，使得本书引人入胜。（1996年翻译版）[13]
- 美国《华盛顿邮报》：郑义的著作结合了细致的调查报导，仔细的分析，以及陀思妥耶夫斯基式的沉思段落，描述了他在逐渐了解广西黑暗中心那些无法辩驳的邪恶时，自身的心理状态。[4]